# Ismael Merlo
Ismael Merlo Piquer (Valencia, 1 de septiembre de 1918 – Madrid, 10 de septiembre de 1984) fue un actor español.

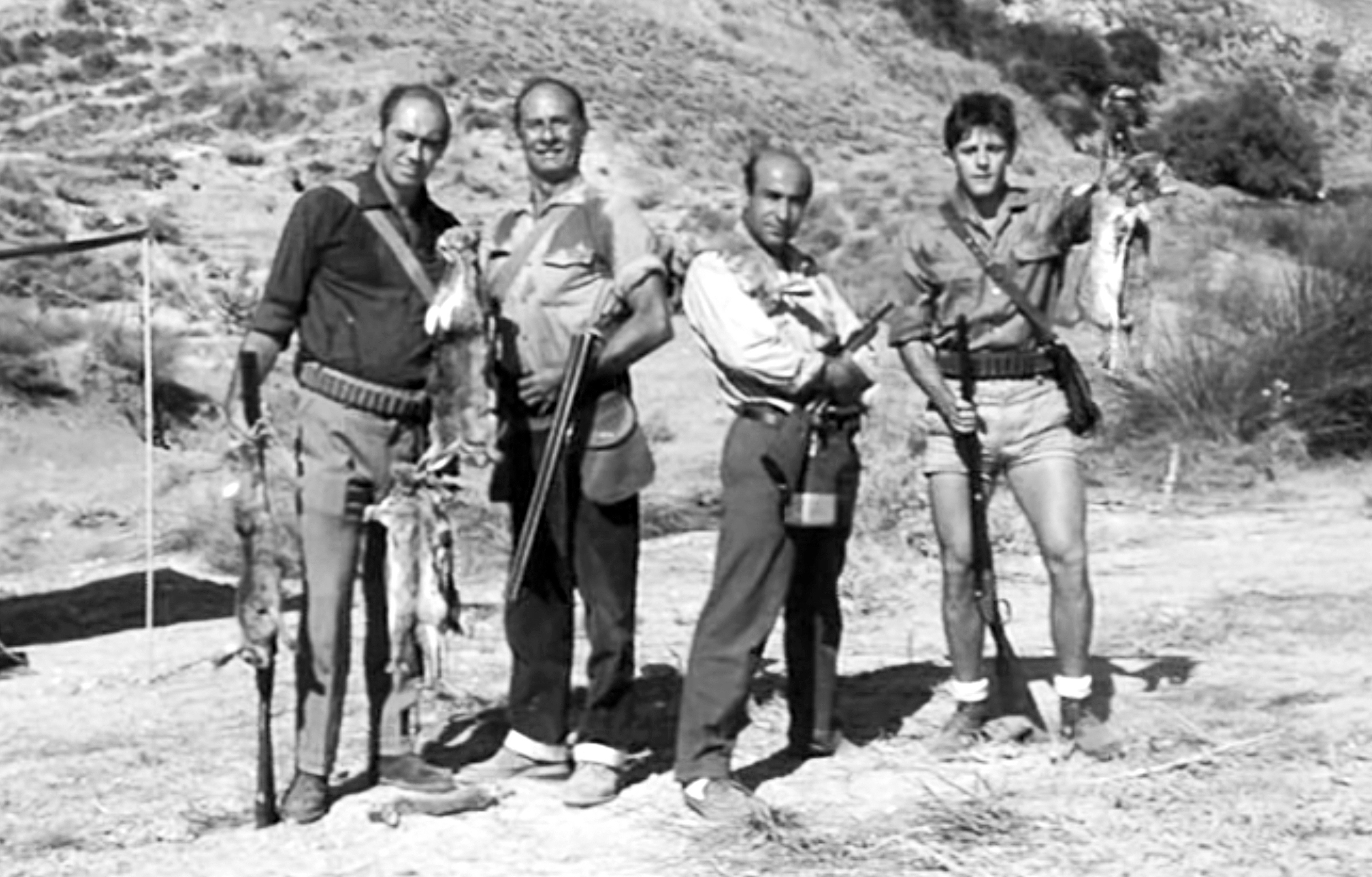
La caza (1966) de Carlos Saura. Ismael Merlo primero por la izquierda.

## Biografía
Nació en el seno de una familia de artistas, siendo sus padres los actores Abelardo Merlo Bort y Amparo Piquer Adsuara (prima de Concha Piquer). Su primera actuación sobre las tablas fue en 1934 en el Teatro Ruzafa de Valencia, con la obra La vuelta al mundo en ochenta días, de Julio Verne, que puso en escena la Compañía de Teatro de Enrique Rambal padre. Durante los siguientes años continuó actuando en teatro, y finalizada la Guerra Civil, se incorpora a la Compañía de Isabel Garcés.
Debuta en el cine en 1941, con la película Polizón a bordo, de Florián Rey. Tras intervenir en otros seis títulos, en 1943 regresa al teatro, formando su propia compañía, junto a Milagros Pérez de León. Durante esos años, interpreta obras como La vida en un bloc, Usted puede ser un asesino, Cuatro y Ernesto, Estado civil, Marta y Ninette y un señor de Murcia.
Con la llegada de la televisión a España, en 1956, se integra en la plantilla de actores de Televisión española, y durante casi tres décadas llega a interpretar más de cincuenta personajes en espacios dramáticos como Estudio 1, además de protagonizar la serie El señor Villanueva y su gente (1979), junto a Lola Herrera y Amelia de la Torre.
Su carrera cinematográfica fue menos prolífica que la televisiva o la teatral, y trabajó en películas de Carlos Saura, Pedro Lazaga, Adolfo Marsillach, Pedro Masó, José Antonio Nieves Conde, José Luis Borau, José María Forqué y Eloy de la Iglesia.
En teatro continuó trabajando casi hasta el momento de su muerte, destacando en obras como La casa de Bernarda Alba, de Federico García Lorca (interpretando a Bernarda), Petra regalada, de Antonio Gala, El grito, de Fernando Quiñones o Diálogo secreto, de Antonio Buero Vallejo (que interpretaba en Madrid, hasta pocas horas antes de su fallecimiento).
Falleció el 10 de septiembre de 1984 a causa de un infarto de miocardio, nueve días después de cumplir 66 años.
Transmitió la tradición artística familiar, con su hija María Luisa Merlo (de su matrimonio con María Luisa Colomina, con la que se casó en 1940) y sus nietos Amparo Larrañaga y Luis Merlo. Casado en segundas nupcias con la también actriz Vicky Lagos, y tuvo un hijo con esta, David.

## Teatro
- Poca cosa es un hombre  (1939), de Rafael López de Haro y Pedro Muñoz Seca
- ¡Mosquita, en Palacio...!  (1940), de Adolfo Torrado
- La madre guapa  (1940), de Adolfo Torrado
- Así en la tierra como en el cielo  (1940), de Lope Fernández Martínez de Ribera
- Gran Casino  (1940), de Leandro Navarro
- Las colegialas  (1940), de Leandro Navarro
- En el otro cuarto  (1940), de Samuel Ros
- La jaula  (1940), de V. Moragas Roger
- Chiruca  (1941), de Adolfo Torrado
- La infeliz vampiresa  (1941), de Adolfo Torrado
- Se alquila un novio  (1941), de Enrique Suárez de Deza
- Los vestidos de la señora (1941), de Luis de Vargas
- Escuela de millonarias  (1943), de Enrique Suárez de Deza
- La muralla de oro  (1943), de Honorio Maura
- Antonio Amores  (1943), de Luis de Vargas
- Mi querido ladrón  (1944), de Aladár Laszlo
- La tragedia de Marichu  (1944), de Carlos Arniches
- Ni Margarita ni el diablo  (1944), de Carlos Llopis
- Yo no quiero ser artista de cine  (1944), de Carlos Llopis
- El conflicto de Mercedes  (1944), de Pedro Muñoz Seca
- Apreciable Dora (1946), de Carlos Llopis
- Con la vida del otro  (1946), de Carlos Llopis
- El amor no existe  (1946), de Pozo y Olmedilla
- Se alquila un novio  (1946), de Enrique Suárez de Deza
- Sí, sí... las apariencias engañan (1947), de Pedro Sánchez Neyra
- ¡Señor conde está loco!  (1948), de Álvaro Portes
- ¿Verdad que no soy tan feo?  (1948), de José de Lucioy Santiago Álvarez
- ¡Qué demonio de ángel!  (1950), de Adolfo Torrado
- Guillermo Hotel (1950), de Antonio de Lara Tono
- Un drama en el quinto pino  (1950), de Antonio de Lara Tono
- Mi suegra, tu suegra, su suegra ...  (1950), de Antonio González Álvarez
- Una noche de primavera sin sueño  (1950), de Enrique Jardiel Poncela
- Cualquiera lo sabe (1950), de Jacinto Benavente
- Lo cursi (1950), de Jacinto Benavente
- Nuestros ángeles (1950), de Joaquín Calvo Sotelo
- El viejo y las niñas (1950), de José María Pemán
- Un marido infiel, pero menos (1950), de Luis Tejedor
- Marea baja (1950), de Peter Blackmore
- Tu mujer y mi mujer (1950), de William Somerset Maugham
- Amor bajo cero (1951), de Jacques Deval
- Ninotchka (1951), de M. Leygen y Marc-Gilbert Sauvajon
- La casa de la Troya (1951), de Manuel Linares Rivas
- Las pirámides no muerden (1951), de Philip Johnson
- ¡Devuélveme mi señora! (1952), de Manuel Paso
- La vida en un bloc (1953), de Carlos Llopis
- Una conquista en París (1953), de Manuel Paso
- Así no hay luna posible (1954), de Manuel Paso
- 48 horas de felicidad (1956), de Alfonso Paso
- Crimen pluscuamperfecto (1956), de Antonio de Lara Tono
- Por cualquier puerta del sol (1956), de Carlos Llopis
- Adiós, Mimí Pompón (1958), de Alfonso Paso
- Usted puede ser un asesino (1958), de Alfonso Paso
- ¡Pobre Jorge! (1958), de Tony Leblanc
- Tus parientes no te olvidan (1959), de Alfonso Paso
- El misterioso señor N (1959), de Carlos Llopis
- La república de Mónaco (1959), de Joaquín Calvo Sotelo
- Cuatro y Ernesto (1960), de Alfonso Paso
- Cuidado con las personas formales (1960), de Alfonso Paso
- Por ejemplo, enamorarse (1960), de Alfonso Paso
- Verde esmeralda (1960), de Jaime Salom
- Doble imagen (1961), de Roger MacDugall
- De profesión, sospechoso (1962), de Alfonso Paso
- Academia de baile (1962), de Jaime de Armiñán
- Alrededor de siempre (1962), de Santiago Moncada
- Vivir es formidable (1963), de Alfonso Paso
- Mademoiselle mamá (1963), de Louis Verneuil
- Panteón para tres (1963), de Norman Barasch Y Antonio de Lara Tono
- Zoo  (o el asesino filántropo) (1964), de Jean Vercors
- Don Juan Tenorio (1964), de José Zorrilla
- Historia de un crimen (1964), de Juan Ignacio Luca de Tena
- Las tres perfectas casadas (1965), de Alejandro Casona
- Dos sin tres (1967), de Alfonso Paso
- Contamos contigo (1967), de Miguel Gila
- Amor dañino o la víctima de sus virtudes (1969), de Juan José Alonso Millán
- Estado civil: Marta (1969), de Juan José Alonso Millán
- Papa, Beatriz nos engaña (1971), de Marcel Frank
- Nuestra ciudad (1971), de Thorton Wilder
- El corazón en la mano (1972), de José López Rubio
- El rey de las finanzas (1972), de Juan Ignacio Luca de Tena
- Donde duermen dos duermen tres (1974), de Pierrette Bruno
- La muchacha sin retorno (1974), de Santiago Moncada
- La casa de Bernarda Alba (1976), de Federico García Lorca - En el papel de Bernarda -
- El lío nuestro de cada día (1978), de Manuel Baz
- Las galas del difunto (1978), de Ramón María del Valle-Inclán
- Lo que vio el mayordomo (1979), de Joe Orton
- Petra regalada (1980), de Antonio Gala
- El grito (1982), de Fernando Quiñones
- La salvaje (1982), de Jean Anouilh
- El caso de la mujer asesinadita (1982), de Miguel Mihura
- Diálogo secreto (1984), de Antonio Buero Vallejo

## Cine (selección)
- Polizón a bordo (1941), de Florián Rey.
- La rueda de la vida (1942)
- Rojo y negro (1942)
- Cristina Guzmán (1943)
- Ídolos (1943), de Florián Rey.
- La moza de cántaro (1954), de Florián Rey.
- El Litri y su sombra (1960)
- Trío de damas (1960)
- Ventolera (1961)
- La viudita naviera (1962)
- Los que no fuimos a la guerra (1962)
- Sabían demasiado (1962)
- Esa pícara pelirroja (1963)
- La pandilla de los once (1963)
- Tú y yo somos tres (1964)
- La chica del trébol (1964)
- La caza (1966)
- La semana del asesino (1972)
- Flor de santidad (1973), de Adolfo Marsillach[2]
- Las señoritas de mala compañía (1973)
- La revolución matrimonial (1974)
- Una pareja... distinta (1974)
- Tormento (1974)
- Furtivos (1975)
- Las largas vacaciones del 36 (1976)
- Clímax (1977)
- La campanada (1980)
- Las autonosuyas (1983)
- Entre hermanos (1984)

## Televisión
| - Goya (1985) - Ninette y un señor de Murcia (1983) - La Comedia - Tú y yo somos tres (25 de octubre de 1983) - El caso de la mujer asesinadita (31 de enero de 1984) - La máscara negra - Un baile de máscaras (21 de mayo de 1982) - El Señor Villanueva y su gente (1979) - Que usted lo mate bien - Las cenizas (24 de abril de 1979) - El Teatro - Usted tiene ojos de mujer fatal (13 de enero de 1975) - Telecomedia - Martínez y el director (9 de noviembre de 1974) - El homenaje (7 de diciembre de 1974) - Ficciones - El violín de Cremona (12 de enero de 1974) - El cuento del perdonador (6 de abril de 1974) - El jardín de los hipopótamos (5 de noviembre de 1981) - Novela - El padre de familia (3 de septiembre de 1973) - Compañera te doy - Oh, el romanticismo (7 de mayo de 1973) - Siete piezas cortas - La difunta (5 de junio de 1972) - Buenas noches, señores - La mano derecha (17 de mayo de 1972) - A través de la niebla - Tres bolitas de ámbar (8 de noviembre de 1971) - Hora once - Odiseas del Norte (6 de noviembre de 1971) - Las doce caras de Eva - Aries (20 de octubre de 1971) - Sospecha - Trampa final (27 de abril de 1971) - El coleccionista de sellos (15 de junio de 1971) - Pequeño estudio - La herida (10 de enero de 1969) - Teatro de siempre - Julio César (16 de marzo de 1967) - Los empeños de una casa (27 de marzo de 1972) | - Autores invitados - Cuentos de rebotica (10 de diciembre de 1966) - Fray Juan de la mano seca (24 de diciembre de 1966) - (31 de diciembre de 1966) - Estudio 1 - Julio César (24 de noviembre de 1965) - La barca sin pescador (11 de mayo de 1966) - El cielo dentro de casa (13 de julio de 1966) - Don Juan Tenorio (13 de noviembre de 1970) - Marea baja (2 de abril de 1971) - El emigrante de Brisbane (5 de noviembre de 1971) - Dulce hombre (28 de enero de 1972) - El Padre Pitillo (9 de mayo de 1972) - La venda en los ojos (22 de julio de 1972) - 50 años de felicidad (22 de diciembre de 1972) - La muchacha del sombrerito rosa (5 de enero de 1973) - Primavera en la Plaza de París (12 de enero de 1973) - Doce hombres sin piedad (16 de marzo de 1973) - Cuatro corazones con freno y marcha atrás (26 de septiembre de 1977) - La casa de las chivas (22 de mayo de 1978) - Cuidado con las personas formales (13 de diciembre de 1978) - La profesión de la señora Warren (7 de febrero de 1979) - El grito (29 de agosto de 1983) - Escuela de maridos - Así empieza la educación de los hijos (24 de octubre de 1964) - Gran teatro - Don Juan Tenorio (27 de octubre de 1963) - Confidencias - El gafe (4 de octubre de 1963) - La paga extra (10 de julio de 1964) - Si los hombres hablasen (5 de noviembre de 1964) - Una puerta para dos (14 de noviembre de 1964) - Primera fila - El baile (28 de junio de 1963) - Me casé con un ángel (12 de julio de 1963) - La loba (20 de mayo de 1964) - La venganza de Don Mendo (21 de junio de 1964) - Holmes and Company (1960-1961) - El detective Martínez (1960) |